# Renata Janik

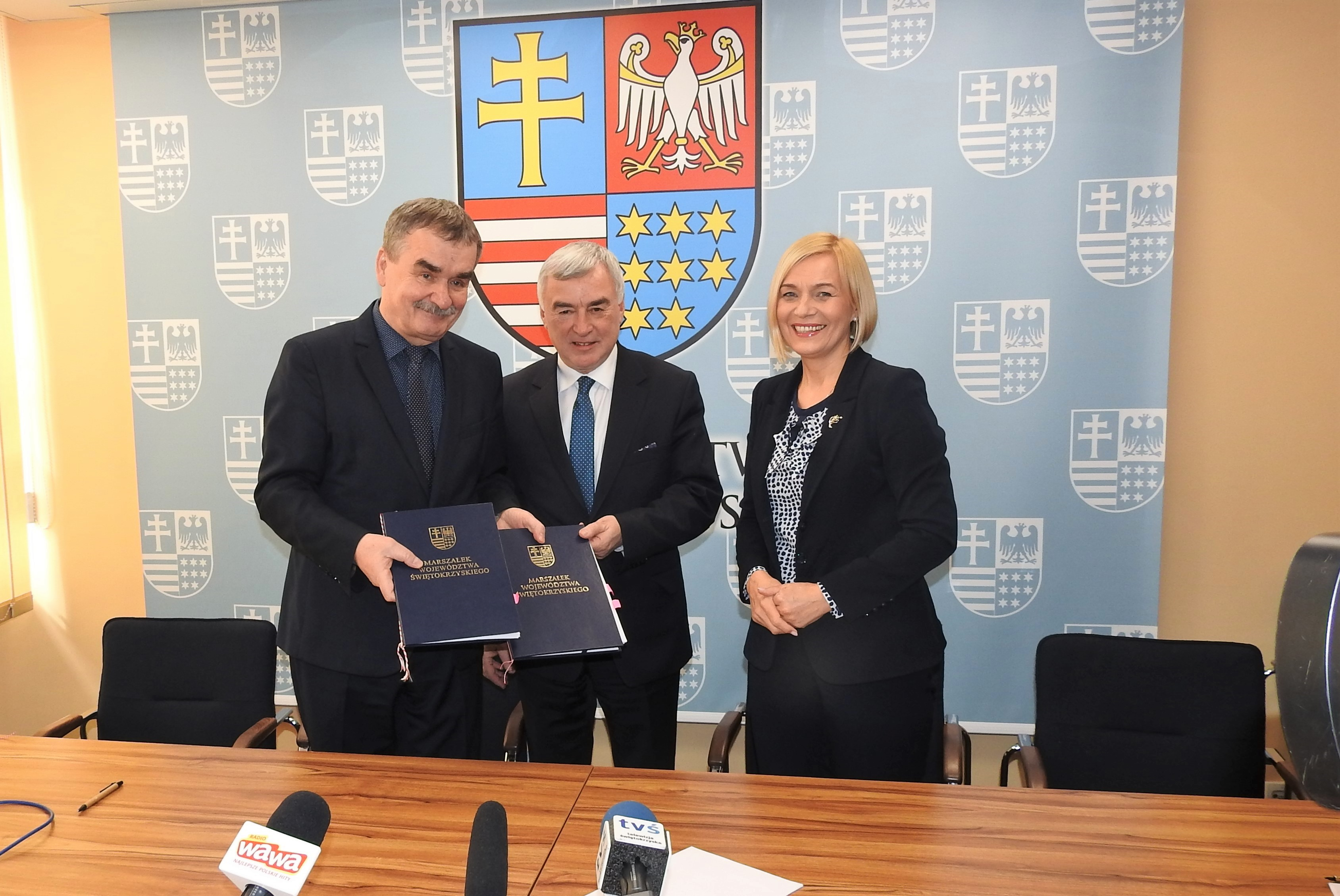
Wojciech Lubawski, Andrzej Bętkowski i Renata Janik (2019)

Renata Urszula Janik z domu Jończyk (ur. 18 września 1965 w Zagnańsku) – polska polityk, urzędniczka samorządowa i działaczka społeczna, samorządowiec, wiceprzewodnicząca rady powiatu kieleckiego (2010–2013), posłanka na Sejm VII kadencji (2013–2015), wicemarszałek województwa świętokrzyskiego (2018–2024), marszałek tego województwa (od 2024).

## Życiorys
Jest absolwentką Akademii Ekonomicznej w Krakowie (ukończyła studia z zakresu zarządzania i marketingu w 1999) oraz podyplomowych studiów z zakresu administrowania funduszami unijnymi w Szkole Głównej Handlowej w Warszawie (2010). Od maja 2004 do czerwca 2007 kierowała Referatem Organizacyjnym i Spraw Obywatelskich urzędu gminy w Zagnańsku. Od lipca 2007 do stycznia 2009 pracowała w świętokrzyskim Biurze Rozwoju Regionalnego.
Jest współzałożycielką i działaczką stowarzyszeń: „Razem dla Wszystkich” (zajmującego się propagowaniem wiedzy o regionie świętokrzyskim, kultury oraz tradycji wiejskiej), „W krainie Tetrapoda” (wspomagającego rozwój wsi Zachełmie) oraz „Braterskie Serca” (organizacji tworzącej warsztaty terapii zajęciowej).
W lutym 2007 wstąpiła do Platformy Obywatelskiej. W styczniu 2009 została dyrektorem Departamentu Organizacyjno-Administracyjnego Urzędu Marszałkowskiego Województwa Świętokrzyskiego. W wyborach samorządowych w 2010 uzyskała mandat radnej powiatu kieleckiego i objęła stanowisko wiceprzewodniczącej rady. Startując w wyborach parlamentarnych w 2011, zdobyła 3621 głosów, nie uzyskując mandatu. Po śmierci posła Konstantego Miodowicza objęła mandat po nim, ślubowanie złożyła 11 września 2013. W wyborach w 2015 nie została wybrana na kolejną kadencję. W kwietniu 2016 wystąpiła z PO. W lipcu 2017 zrezygnowała z funkcji dyrektora departamentu UM i przystąpiła do Polski Razem. Wraz z początkiem kolejnego miesiąca została doradcą prezesa tej partii, wicepremiera oraz ministra nauki i szkolnictwa wyższego Jarosława Gowina. W listopadzie tego samego roku ugrupowanie przekształciło się w partię Porozumienie, a Renata Janik zasiadła w jej zarządzie krajowym. Od 2021 kierowała świętokrzyskimi strukturami partii, z której jednak wystąpiła w 2022. W tym samym roku zaangażowała się w działalność stowarzyszenia OdNowa RP.
W 2018 z listy Prawa i Sprawiedliwości uzyskała mandat radnej sejmiku świętokrzyskiego. W listopadzie tegoż roku wybrana na wicemarszałka w nowym zarządzie województwa. Wchodziła również w skład rady nadzorczej Polskiego Ośrodka Technologii Wrocław. W 2024 została wybrana do sejmiku na kolejną kadencję. 6 maja tego samego roku została powołana na stanowisko marszałka województwa. W październiku tego samego roku wstąpiła do PiS.

## Odznaczenia
- Złoty Krzyż Zasługi (2025)[14]
- Srebrny Krzyż Zasługi (2020)[15]

## Życie prywatne
Córka Stanisława i Henryki. Mężatka, ma córkę Karolinę.